# Congolacerta vauereselli
Congolacerta vauereselli — вид ящірок родини ящіркових (Lacertidae). Мешкає в Центральній Африці.

## Поширення і екологія
Congolacerta vauereselli мешкають в горах і передгір'ях Альбертінського рифту, від озера Альберт на південь до плато Кабобо, на території Демократичної Республіки Конго, Танзанії, Уганди, Руанди і Бурунді. Вони живуть в гірських тропічних лісах, серед опалого листя і повалених дерев, на висоті від 1000 до 2400 м над рівнем моря. Відкладають яйця.